# Anatolij Sitnikov
Anatoly Andreyevich Sitnikov (in russo Анатолий Андреевич Ситников?; Voskresenka, 20 gennaio 1940 – Mosca, 30 maggio 1986) è stato un ingegnere sovietico, era uno dei liquidatori di Chernobyl.
Sepolto al cimitero di Mitino.
È il vice ingegnere capo che avrebbe dovuto gestire i reattori numero 1 e 2 della centrale nucleare di Chernobyl durante l'incidente nucleare. A causa delle dosi letali di radiazioni ricevute, fu trasportato d'urgenza in un ospedale di Mosca, dove morì il 30 maggio 1986.

## Ruolo durante il disastro nucleare di Chernobyl
Sitnikov venne chiamato nel cuore della notte, quando il reattore 4 era appena esploso, liberando notevoli quantità di polvere radioattiva. Il direttore dell'impianto, Viktor Bryukhanov, gli chiese di ispezionare varie aree attorno al luogo dell'incidente, tra cui il tetto dell'Unità C. Sitnikov obbedisce ma viene esposto a dosi letali di radiazioni. Poi, sopraffatto dal vomito e da una forte sensazione di debolezza, è stato portato all'ospedale di Pripyat ma lì non ha ricevuto cure perché l'ospedale era sovraccarico.
Fu quindi deciso di trasferirlo in un altro ospedale di Mosca. Egli fu quindi trasportato in aereo nella capitale russa nella tarda serata del 26 aprile 1986 . Morì il 30 maggio 1986 nell'ospedale n. 6 di Mosca. Aveva contratto un edema polmonare acuto che si sarebbe rivelato fatale  .

## Onorificenze
- Ordine del distintivo d'onore
- Ordine di Lenin